# 안국사 (평성시)
안국사(安國寺)는 평안남도 평성시, 청룡산에 있는 사찰이다. 조선민주주의인민공화국의 국보 제34호로 지정되었다.

## 같이 보기
- 청룡산